# Tümentsogt (Sükhbaatar)
Le sum de Tümentsogt (mongol : ᠲᠦᠮᠡᠨᠴᠣᠭᠲᠤ
ᠰᠤᠮᠤ, cyrillique : Түмэнцогт сум, MNS : Tümentsogt sum) est situé dans l'aïmag (ligue) de Sükhbaatar, en Mongolie. Sa population était de 2 404 habitants en 2009.